# Daniela Gassmann
Daniela Gassmann (23 juli 1964) is een voormalig Zwitsers mountainbikester. Ze vertegenwoordigde haar vaderland bij de Olympische Spelen van 1996 in Atlanta. Daar eindigde Gassmann op de twaalfde plaats in de eindrangschikking van het onderdeel cross country.

## Erelijst

### Mountainbike
1995
- Zwitsers kampioenschap

1996
- 1e WB-wedstrijd in Les Gets
- Zwitsers kampioenschap
- 12e Olympische Spelen